# Homer vs. Patty and Selma
«Homer vs. Patty and Selma» (рус. Гомер против Пэтти и Сельмы) — семнадцатый эпизод шестого сезона мультсериала «Симпсоны».

## Сюжет
Гомер решает инвестировать свои деньги в хэллоуинские тыквы, и теряет все свои инвестиции. Гомер слишком поздно решает взять ипотечный платёж и из-за нехватки денег он пытается взять их в долг у своих знакомых, но безрезультатно. Гомер держит свои денежные проблемы в тайне от Мардж. Тем временем Пэтти и Сельма получили продвижение в автотранспортной инспекции. Гомер спрашивает их, могут ли они одолжить ему деньги. Они согласны с условием, но при условии, что он станет их слугой. Мардж узнаёт о кредите после того, как она видит долговую расписку, и сёстры рассказывают ей, что случилось.
Гомер решает стать водителем, чтобы заработать больше денег. Гомер становится водителем, но когда он отрабатывает первый день, его останавливает полиция, потому что у него нет лицензии шофёра. Когда он идёт в инспекцию с Мардж, чтобы подать заявку на лицензию, Пэтти и Сельма оказываются его экзаменаторами. Они безжалостно занижают баллы за его вождение и письменный тест. Они начинают курить сигареты и замечаются своим руководителем, который сообщает им, что курение на рабочих местах является правонарушением, которое может стоить им их продвижения. Гомер видит, что Мардж беспокоится о своих сёстрах, и он утверждает, что он курил две сигареты. Это избавляет сестёр от понижения, и в ответ они освобождают его от задолженности.
Тем временем Барт опаздывает в школу, забыв, что в тот день ученики выбирали их внеклассные занятия спортом, и единственный вариант, в котором хватает мест для Барта, — это балет. Он обнаруживает, что у него есть талант танцевать, и его приглашают сыграть главную роль в балетной постановке, которую будут смотреть хулиганы, созванные сюда в качестве наказания. Боясь издёвок от своих друзей-хулиганов, он танцует роль, надев маску, но снимает её, после того, как обнаруживает, что они были впечатлены его способностями. Когда хулиганы обнаруживают, что в маске Барт, они хотят избить его, и он убегает от них. Барт пытается убежать, перепрыгнув через траншею, но он не в состоянии сделать это и сильно падает.

## Культурные отсылки
- Когда Барни курит сигару, не снимая с неё целлофан, он говорит: «За Гомера и за сержанта Пеппера, который стоит у него за спиной». Сержант Пеппер — отсылка к песне «Sgt. Pepper’s Lonely Hearts Club Band», альбому «Sgt. Pepper’s Lonely Hearts Club Band» и фильму по ним «Оркестр клуба одиноких сердец сержанта Пеппера» группы «The Beatles».
- Учитель по балету Барта упоминает Михаила Барышникова.
- Смотря выступление Барта, Нельсон говорит, что его выступление напоминает ему фильм «Слава» и одноимённый телесериал.

## Отношение критиков и публики
Крис Тёрнер из «Планета Симпсон» утверждает, что сцена, где Гомер разбивает тарелку над головой, является одним из его любимых моментов Гомера: «Я хотел бы сказать, что это определяющий момент Гомера, но это будет сделать серьёзная несправедливость по отношению к чрезвычайному драматическому достижению, которым является Гомер Джей Симпсон». Авторы книги «I Can’t Believe It’s a Bigger and Better Updated Unofficial Simpsons Guide» Уэрэн Мартин и Адриан Вуд написали: «Эпизод довольно весёлый. Пэтти и Сельма, больше злые, чем здесь, редко — они сказочно жестоки». В обзоре шестого сезона Симпсонов Колин Джекобсон из DVD Movie пишет: «Презрение Гомера к сёстрам Мардж, — и наоборот —, всегда приводило к потрясающим искрам, и „Против“ даёт ещё один большой раунд в их вечной борьбе. Это весело видеть Гомера перед долгом Грозным номер два…»